# Bella Darvi
Bella Darvi, pseudonimo di Bajla Węgier (Sosnowiec, 23 ottobre 1928 – Monte Carlo, 11 settembre 1971), è stata un'attrice polacca.

## Biografia
Bella Darvi era figlia del panettiere Chaym Wegier e di Chaya Zygelbaum, una coppia di polacchi di origine ebraica che si rifugiarono in Francia all'avvento del nazismo. Ancora adolescente, venne imprigionata per un breve periodo dai nazisti e fu liberata nel 1943, tornando a raggiungere la famiglia a Périgueux.
Nel 1949 sposò Alban Cavalade, un ricco uomo d'affari con il quale si stabilì in Costa Azzurra e iniziò a condurre un'intensa vita mondana. Tuttavia, nello stesso periodo sviluppò una forte dipendenza dal gioco d'azzardo, vizio che avrebbe condizionato tutta la sua breve esistenza. Dopo il divorzio da Cavalade nel 1951, venne scoperta a Parigi dal produttore hollywoodiano Darryl F. Zanuck e da sua moglie Virginia Fox, ai quali venne presentata dall'attore Alexander D'Arcy. Zanuck rimase colpito dalla bellezza appariscente ed enigmatica della Darvi e decise di offrirle la possibilità di una carriera nel cinema, con l'idea di farne una nuova Garbo.
La Darvi arrivò a Los Angeles nel novembre 1952, venne ospitata dagli Zanuck e iniziò a sottoporsi ai primi provini. Il contratto con Zanuck venne successivamente sottoscritto nell'agosto 1953, e fu il produttore a ideare il cognome d'arte della sua nuova protetta: "Darvi", una combinazione tra le sillabe DAR (Darryl) e VI (la moglie Virginia). Subito protagonista delle cronache mondane per la chiacchierata amicizia con gli Zanuck, il nome della Darvi venne inoltre accostato a numerose star maschili dell'epoca, mentre nel frattempo la sua carriera sembrava decollare con la partecipazione al film Operazione mistero (1954) di Samuel Fuller, accanto a Richard Widmark, interpretazione che le valse l'attenzione della critica.
L'attrice si fece notare per la sua bellezza anche nel film successivo, Sinuhe l'egiziano (1954), nel quale interpretò il ruolo di Nefer, una seducente cortigiana babilonese, accanto a Victor Mature ed Edmund Purdom. Affascinato dalla Darvi, con cui aveva instaurato una relazione, Zanuck tentò in tutti i modi di assicurarle il prosieguo della carriera a Hollywood, scritturandola per il successivo Destino sull'asfalto (1955), ambientato nel mondo delle corse automobilistiche, in cui l'attrice recitò con Kirk Douglas e Gilbert Roland. Ma tutti gli sforzi del produttore risultarono vani, e anche il legame sentimentale con l'attrice si concluse.
Chiusa la parentesi hollywoodiana dopo appena tre pellicole, la Darvi fece ritorno in Francia e riprese la consueta disordinata esistenza, passando da una relazione sentimentale all'altra e lasciandosi travolgere dal vizio del gioco. Nella seconda metà degli anni cinquanta lavorò con una certa regolarità per il cinema francese, comparendo in alcuni film polizieschi come L'ombra sul tetto (1956), Raffiche sulla città (1958) e Il gorilla vi saluta cordialmente (1958), quest'ultimo accanto a Jean Gabin e Lino Ventura. Recitò anche in Italia, in film come Pia de' Tolomei (1958), La donna di ghiaccio (1960) e Il rossetto (1960) di Damiano Damiani.
Giunta a un punto morto della propria carriera, nel novembre 1960 si sposò a Las Vegas con il ventisettenne Claude Isaac Rouas, un cameriere parigino, ma il matrimonio durò meno di un anno. Dopo il divorzio, l'attrice andò alla deriva, sopraffatta dai continui debiti di gioco e incapace di mantenere legami affettivi stabili. Durante gli anni sessanta tentò diverse volte il suicidio e in più di un'occasione fu proprio Darryl Zanuck a intervenire in suo aiuto, pagando personalmente i debiti da lei contratti.
Tornò al cinema nel 1969 con una parte nel film Le Bourgeois gentil mec, accanto a Jean Lefebvre, seguita due anni più tardi dal ruolo di M.me de Rosbourg in Ragazzine di buona famiglia (1971), ma fu un rientro effimero che non ebbe seguito. Dopo aver fallito in precedenti tentativi, l'11 settembre 1971 la quarantaduenne attrice si suicidò con il gas nel suo appartamento di Monte Carlo, al n. 9 di Avenue d'Ostende, e il suo cadavere venne rinvenuto solo una settimana più tardi. Il fratello Jean-Isidore provvide alle spese del funerale e della sepoltura nel cimitero parigino di Bagneux.

## Filmografia

### Cinema
- Operazione mistero (Hell and High Water), regia di Samuel Fuller (1954)
- Sinuhe l'egiziano (The Egyptian), regia di Michael Curtiz (1954)
- Destino sull'asfalto (The Racers), regia di Henry Hathaway (1955)
- Sono un sentimentale (Je suis un sentimental), regia di John Berry (1955)
- L'ombra sul tetto (Je reviendrai à Kandara), regia di Victor Vicas (1956)
- Raffiche sulla città (Rafles sur la ville), regia di Pierre Chenal (1958)
- Il gorilla vi saluta cordialmente (Le Gorille vous salue bien), regia di Bernard Borderie (1958)
- Pia de' Tolomei, regia di Sergio Grieco (1958)
- Énigme aux Folies Bergères, regia di Jean Mitry (1959)
- La donna di ghiaccio, regia di Antonio Racioppi (1960)
- Il rossetto, regia di Damiano Damiani (1960)
- Le Pain des Jules, regia di Jacques Séverac (1960)
- L'urlo dei bolidi, regia di Leo Guerrasi (1961)
- Le Bourgeois gentil mec, regia di Raoul André (1969)
- Ragazzine di buona famiglia (Les Petites filles modèles), regia di Jean-Claude Roy (1971)

### Televisione
- Conflict – serie TV, episodio 1x10 (1957)
- The Dick Powell Show – serie TV, episodio 1x24 (1962)

## Riconoscimenti
- Golden Globe
  - 1954 – Migliore attrice debuttante per Sinuhe l'egiziano e Operazione mistero

## Doppiatrici italiane
- Micaela Giustiniani in Operazione mistero, Destino sull'asfalto, Sono un sentimentale
- Andreina Pagnani in Sinuhe l'egiziano